# Rezerwat przyrody Ivachnovský luh
Rezerwat przyrody Ivachnovský luh (słow. Prírodná rezervácia Ivachnovský luh, pol. r. p. Ivachnovski Łęg) – rezerwat przyrody w Kotlinie Liptowskiej w północnej Słowacji. Powierzchnia: 10,04 ha.

## Położenie
Leży w dolinie rzeki Wag, u ujścia do niego prawobrzeżnego dopływu, potoku Turík. Zajmuje tereny po obu stronach Wagu, leżące w katastrach trzech wsi: Ivachnová (ok. 4,6 ha – 45,8%), Turík (ok. 4,0 ha – 39,8%) i Lisková (ok. 1,44 ha – 14,4%) w powiecie Rużomberk w kraju żylińskim.

## Charakterystyka
Rezerwat obejmuje dobrze zachowany obszar lasu łęgowego, wykształconego w obszarze terasy zalewowej Wagu. Na jego powstanie miał wpływ naturalnie wysoki poziom wód gruntowych, meandrujące martwe ramię Wagu po południowej stronie obecnego koryta oraz uchodzący tu po stronie północnej do Wagu jego dopływ – potok Turík. Wysoki stan wód Wagu w miesiącach wiosennych oraz z reguły wysokie opady w czerwcu i lipcu zapewniały regularne zalewanie terenu rezerwatu. Regulacja brzegów w celu ochrony terenów wzdłuż koryta Wagu, przedsięwzięta w połowie XX w., wyraźnie naruszyła reżim zalewowy, zwłaszcza na lewym brzegu rzeki. Widoczny deficyt wody wywołała również budowa zapory wodnej Liptovská Mara.

## Historia
Powołany został w 1982 r. (Rozporządzenie Ministerstwa Kultury Słowackiej Republiki Socjalistycznej nr 2957/1982-32 z 30.4.1982). Posiada najwyższy (5) stopień ochrony.

## Przedmiot ochrony
Przedmiotem ochrony jest reliktowy las łęgowy – najdalej na północ wysunięty obszar lasu tego typu i jedyny zachowany do dziś taki las na terenie Kotliny Liptowskiej. Występuje tu ok. 30 gatunków ssaków (m.in. wydra i ryjówka górska) oraz ponad 90 gatunków ptaków.